# KAB-50
KAB-50 (ros. КАБ-50 – Корректируемая авиационная бомба) – rosyjska kierowana bomba ogólnego przeznaczenia o wagomiarze 50 kg.

## Historia
Kierowana bomba lotnicza KAG-50 została opracowania przez zakłady Kronsztadt (ros. Кронштадт) w Petersburgu jako uzbrojenie dronów uderzeniowych wprowadzanych na wyposażenie Sił Powietrznych Federacji Rosyjskiej. Bomba może być naprowadzana na podczerwień, optycznie i za pomocą wskaźnika laserowego. Możliwe jest też zastosowanie naprowadzania satelitarnego. Bomba jest przenoszona na belce podwieszeniowej BD-2-U o udźwigu do 150 kg.
Po raz pierwszy została zaprezentowana publicznie na forum Armia-2020 jako jeden z elementów uzbrojenia przenoszonego przez dron Orion. Może być użyta do zwalczania siły żywej przeciwnika pojazdów opancerzonych. Przenosi głowicę odłamkową stosowaną w pociskach wyrzutni BM-21 „Grad” o masie własnej 37 kg, która może zawierać amunicję kasetową lub ładunek paliwowo-powietrzny.